# Udvary Géza (festő)
Óhidi Udvary Géza László (Udvary Géza László, Perbenyik, Zemplén vármegye, 1872. szeptember 20. – Budapest, 1932. február 4.) festő, Udvary Pál festő édesapja.

## Életrajza
Atyja idősebb Udvardy Géza, anyja óhidi Szigethy Mária (1844–1917) volt.  Kassán és Debrecenben járt középiskolába, majd Karlovszky Bertalan magán festőiskolájában és a budapesti Mintarajziskolában tanult. Pár éven keresztül bécsi, müncheni és párizsi festőiskolákban is képezte magát. Megfordult Rómában, Firenzében és Velencében is. Pályája elején leginkább portrék és tájképek készítésével foglalkozott, majd reneszánsz hangulatú figurális kompozíciókkal folytatta. Miután hazatért, Lotz Károly gyakorló festészeti osztályában tanult hét évig, annak freskó-mesteriskolájában. 1901-ben kinevezték a figurális alaktan segédtanárává az Országos Iparművészeti Iskolán, 1903–tól 1931-ig pedig a figurális tervezés és rajzolás rendes tanáraként működött. Tagja volt a Benczúr Társaságnak és a Képzőművészek Egyesületének. 1917-ben a Lipótvárosi Kaszinó díjjal jutalmazták Nászajándék című képéért. 1917 és 1918-ban a budapesti Képírók Képfaragók Szalonjában rendezett tárlatot. 1932-ben a Műcsarnokban képeiből emlékkiállítást rendeztek.
Egy nagyobb méretű történelmi freskója megtalálható a pannonhalmi millenáris kápolnában, két freskója pedig az Országházban (Hunyadi Nándorfehérvár falai előtt és Mátyás király bevonulása Budavárába). A nagyváradi városháza lépcsőházának seccói történelmi jeleneteket ábrázolnak – a mennyezeten Szent László halottas szekere indul Várad felé, egy hármas tagolású képen pedig Várad várának töröktől való visszafoglalását örökítette meg a művész. A trianoni béke után ezeket a képeket lemeszelték, 1940-ben Udvary fia, Pál restaurálta őket, később ismét lemeszelték. 2003-ban a várostrom képét ismét helyreállították, Szent Lászlóé viszont elveszett.

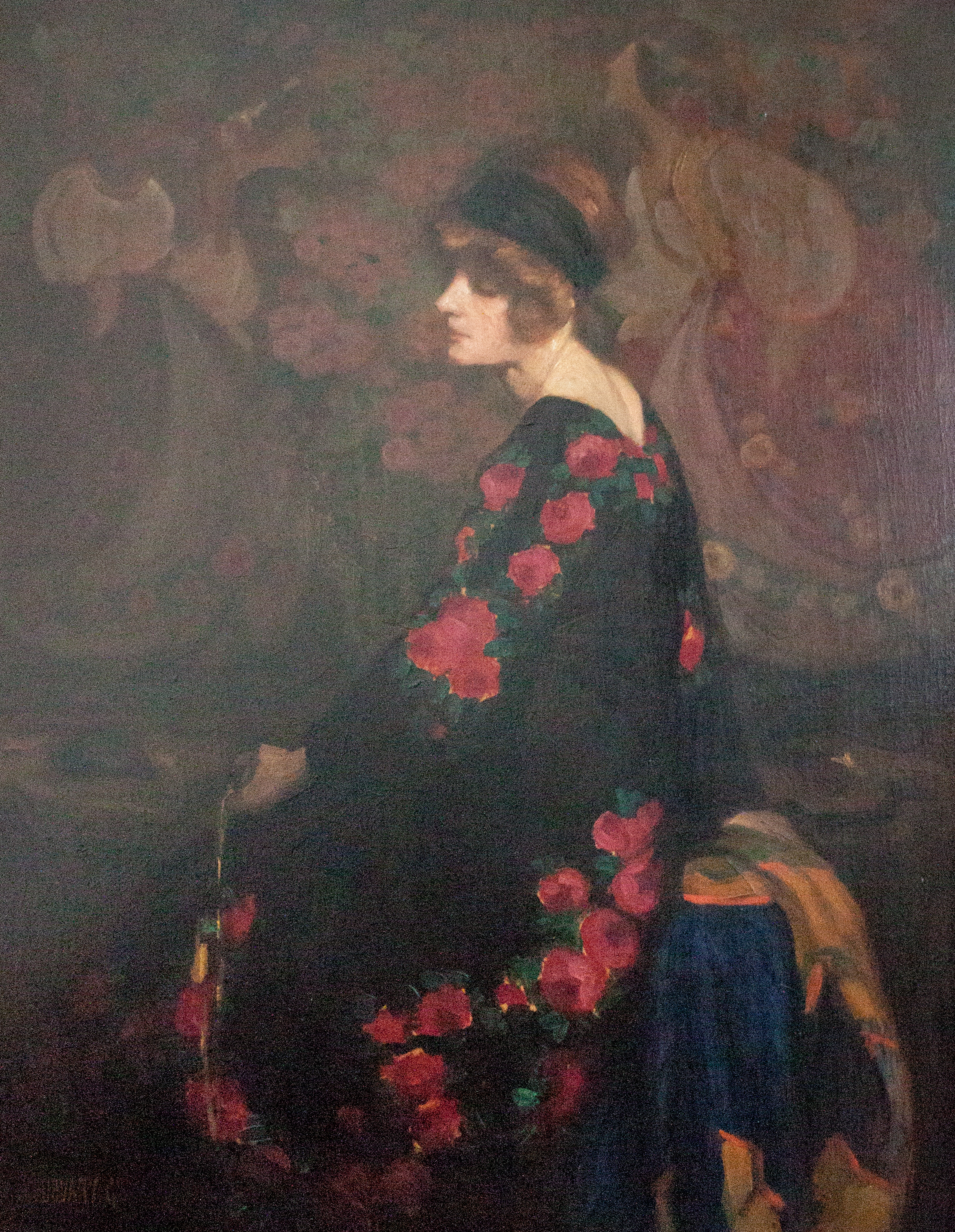
Udvary Géza: Színes foltok (1914) c. festménye a Kelet-szlovákiai Múzeumban